# Kanton Levier
Der Kanton Levier war bis 2015 ein französischer Wahlkreis im Département Doubs und in der damaligen Region Franche-Comté. Er umfasste 15 Gemeinden im Arrondissement Pontarlier; sein Hauptort (frz.: chef-lieu) war Levier. Die landesweiten Änderungen in der Zusammensetzung der Kantone brachten im März 2015 seine Auflösung. Vertreter im conseil général des Départements war zuletzt von 2001 bis 2015 Jean-Pierre Gurtner.

## Gemeinden
- Arc-sous-Montenot
- Bians-les-Usiers
- Boujailles
- Bulle
- Chapelle-d’Huin
- Courvières
- Dompierre-les-Tilleuls
- Évillers
- Frasne
- Goux-les-Usiers
- Levier
- Septfontaines
- Sombacour
- Villeneuve-d’Amont
- Villers-sous-Chalamont